# Amazonas 2
Amazonas 2 ist ein  Fernsehsatellit des spanischen Satellitenbetreibers Hispasat. Er stellt vor allem Angebote für Bewohner lateinamerikanischer Länder zur Verfügung. Der Satellit wurde  am 1. Oktober 2009 um 21:59 UTC zusammen mit dem militärischen Kommunikationssatelliten COMSATBw-1 mit einer Ariane 5 ECA vom Centre Spatial Guyanais aus gestartet.

## Empfang
Der Satellit kann in Nord- und Südamerika empfangen werden, die Übertragung erfolgt im C- und Ku-Band.  Mit Amazonas 2 erweitert der Betreiber Hispasat seine Kapazität auf der Orbitposition 61° West um 54 Ku-Band- und zehn C-Band-Transponder. Der 200 Millionen Euro teure Satellit (inkl. Start und Bodensegment) hat eine Masse von 5,5 Tonnen und verfügt über Solarzellen mit einer elektrischen Leistung von 14 Kilowatt zum Ende seiner geplanten Lebensdauer von 15 Jahren.